# Coppa Sabatini 1984
La Coppa Sabatini 1984, trentaduesima edizione della corsa, si svolse il 4 agosto 1984 su un percorso di 202 km. La vittoria fu appannaggio dell'italiano Silvano Contini, che completò il percorso in 5h31'00", precedendo i connazionali Pierino Gavazzi e Claudio Corti.

## Ordine d'arrivo (Top 10)
| Pos. | Corridore           | Squadra                       | Tempo    |
| ---- | ------------------- | ----------------------------- | -------- |
| 1    | Silvano Contini     | Bianchi-Piaggio               | 5h31'00" |
| 2    | Pierino Gavazzi     | Atala-Campagnolo              | s.t.     |
| 3    | Claudio Corti       | Sammontana                    | a 0'05"  |
| 4    | Mauro Angelucci     | Alfa Lum                      | s.t.     |
| 5    | Daniele Ferrari     | Dromedario-Alan-Oece-Sidermec | s.t.     |
| 6    | Palmiro Masciarelli | Gis-Gelati                    | a 0'21"  |
| 7    | Rudy Pevenage       | Del Tongo-Colnago             | a 0'37"  |
| 8    | Giuseppe Passuello  | Gis-Gelati                    | a 4'20"  |
| 9    | Marco Franceschini  | Metauro Mobili-Pinarello      | s.t.     |
| 10   | Franco Conti        | Dromedario-Alan-Oece-Sidermec | s.t.     |